# クジェレード

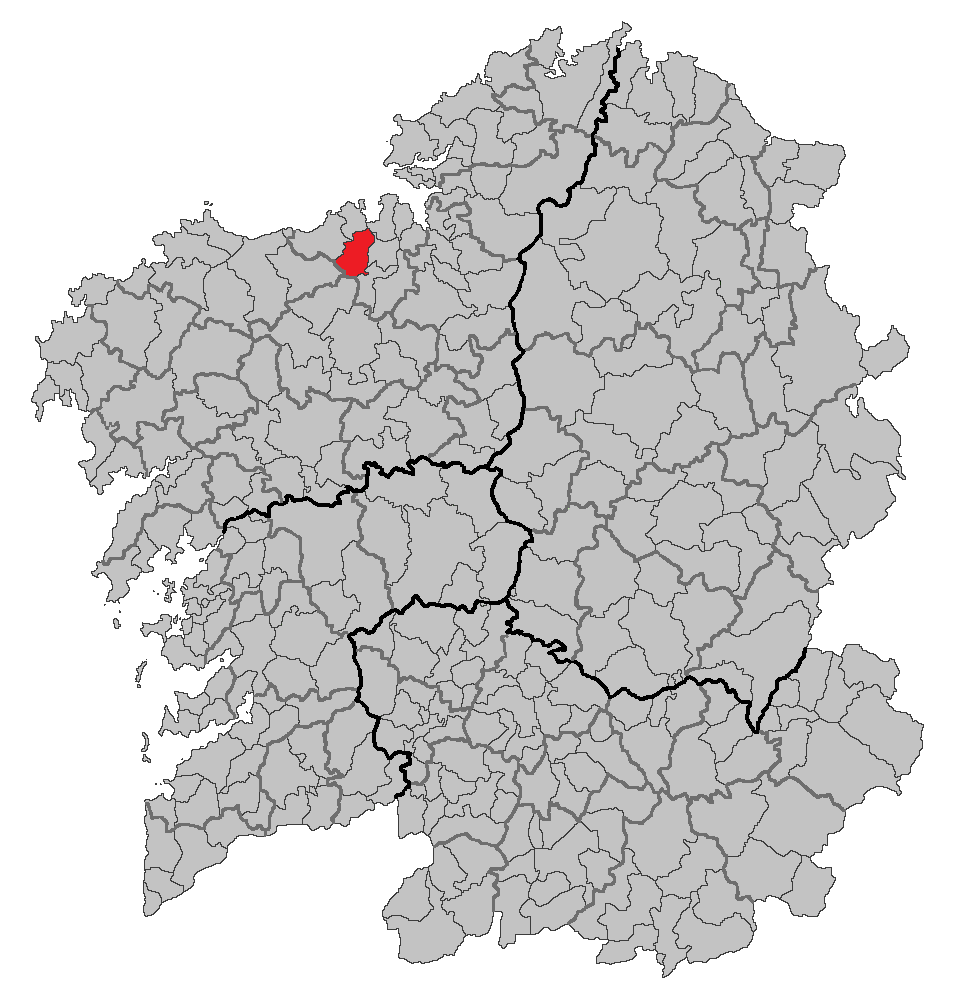

クジェレード（Culleredo）はスペイン、ガリシア州、ア・コルーニャ県の自治体。コマルカ・ダ・コルーニャに属し、同県の中部に位置する。ガリシア統計局によると、2010年の人口は28,737人（2009年：28,227人、2004年：24,640人）。住民呼称はcullerdense。
自治体内にはア・コルーニャ空港があり、同空港は自治体クジェレードのかつての名称アルベドロをとって、アルベドロ空港とも呼ばれる。
ガリシア語話者の自治体人口に占める割合は86.32%（2001年）。

## 地理
クジェレードはア・コルーニャ県中北部に位置し、コマルカ・ダ・コルーニャに属する。北はア・コルーニャ、オレイロスと、東はカンブレと、南はカラル、セルセーダ、ア・ララーチャと、西はアルテイショの各自治体と接している。自治体中心地区はクジェレード教区のタリーオ地区。
クジェレードはア・コルーニャ司法管轄区に属す。

### 人口
| クジェレードの人口推移 1900－2010                       |
|                                                         |
| 出典:INE（スペイン国立統計局）1900年 - 1991年、1996年 - |

## 政治
自治体首長はガリシア社会党（PSdeG-PSOE）のフリオ・サクリスタン・デ・ディエゴ（Julio Sacristán de Diego）。自治体評議員は、ガリシア社会党：8、APDC（Agrupación Progresista de Culleredo、クジェレード進歩主義者連合）：5、ガリシア国民党（PPdeG）:5、ガリシア民族主義ブロック（BNG）:3となっている（2011年5月22日の自治体選挙結果、得票順）。
| 1999年6月13日自治体選挙 |        |        |          |
| 政党                    | 得票数 | 得票率 | 獲得議席 |
| PSdeG-PSOE              | 5,405  | 58.72% | 11       |
| PPdeG                   | 1,929  | 20.96% | 4        |
| BNG                     | 1,321  | 14.35% | 2        |
| EDEG-OV                 | 365    | 3.97%  | 0        |

| 2003年5月25日自治体選挙 |        |        |          |
| 政党                    | 得票数 | 得票率 | 獲得議席 |
| PSdeG-PSOE              | 6,516  | 55.17% | 13       |
| PPdeG                   | 2,496  | 21.13% | 4        |
| BNG                     | 2,483  | 21.02% | 4        |

| 2007年5月27日自治体選挙 |        |        |          |
| 政党                    | 得票数 | 得票率 | 獲得議席 |
| PSdeG-PSOE              | 5,088  | 39.70% | 9        |
| PPdeG                   | 2,835  | 22.12% | 5        |
| APDC                    | 2,297  | 17.92% | 4        |
| BNG                     | 2,241  | 17.48% | 3        |

| 2011年5月22日自治体選挙 |        |        |          |
| 政党                    | 得票数 | 得票率 | 獲得議席 |
| PSdeG-PSOE              | 4,684  | 35.40% | 8        |
| APDC                    | 3,191  | 24.12% | 5        |
| PPdeG                   | 3,042  | 22.99% | 5        |
| BNG                     | 1,628  | 12.30% | 3        |

## 史跡・名所
- セーラス・デ・ペイロの塔（Torre de Celas de Peiro） - アンドラーデ伯爵家（Conde de Andrade）による中世の城砦。

## 教区
クジェレードは11の教区に分けられている。太字は自治体中心地区のある教区。
- アルメイラス（サン・シアン）
- オ・ブルゴ（サンティアーゴ）
- カステーロ（サンティアーゴ）
- セーラス（サンタ・マリーア）
- クジェレード（サント・エステーボ）
- レドーニョ（サン・ペドロ）
- オーロ（サン・サルバドール）
- ルティス（サンタ・マリーア）
- セサモ（サン・マルティーニョ）
- スエイロ（サント・エステーボ）
- ベイガ（サン・シルベストレ）

## ギャラリー

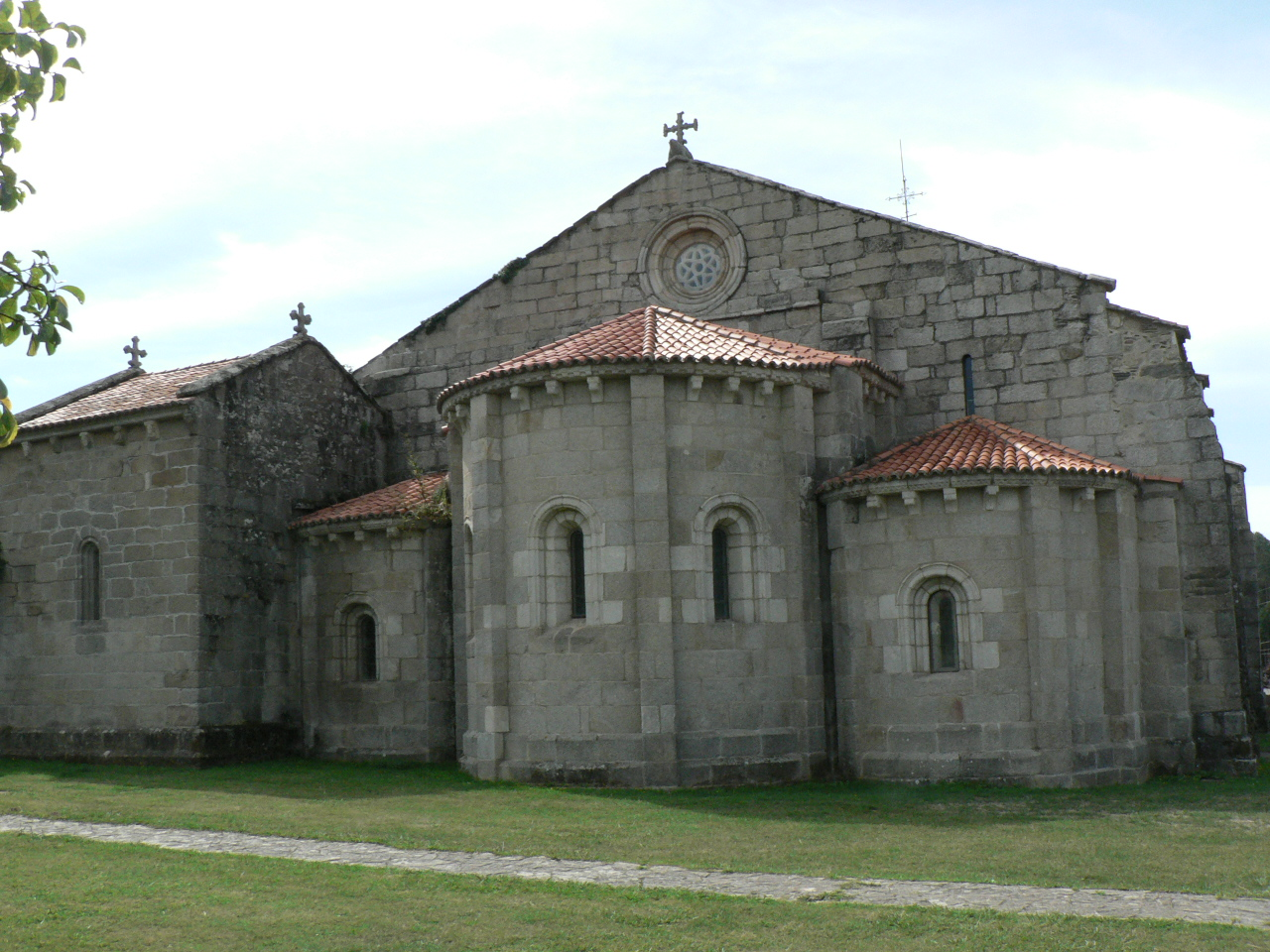
サン･サルバドール・デ・ベルゴンド教会
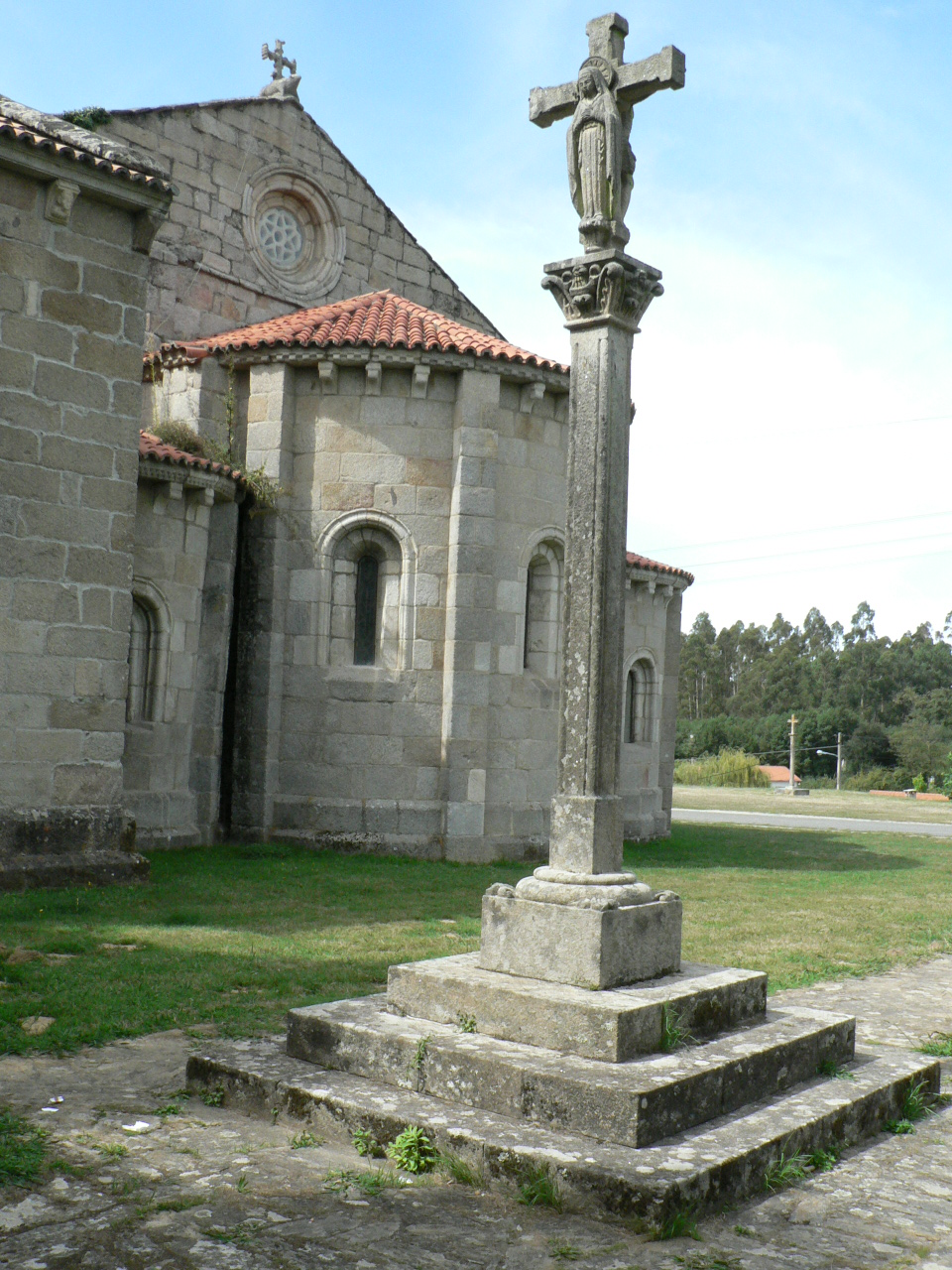
サン･サルバドール・デ・ベルゴンド教会のクルセイロ